# Vrchovnice
Vrchovnice település Csehországban, a Hradec Králové-i járásban. Vrchovnice Benátky és Hořiněves településekkel határos. Lakosainak száma 77 fő (2024. január 1.).

## Népesség
A település lakosságának változását az alábbi diagram mutatja:
| Lakosok száma | 136  | 127  | 142  | 90   | 72   | 66   | 66   | 61   | 63   | 77   |
|               | 1869 | 1900 | 1921 | 1961 | 1980 | 2011 | 2016 | 2019 | 2021 | 2024 |